# Voetbalvereniging Katwijk
Voetbalvereniging Katwijk é um clube holandês de futebol de Katwijk, na Holanda. Foi fundado em 17 de fevereiro de 1939 e disputa a Topklasse, o terceiro nível do futebol holandês. Manda seus jogos no estádio De Krom.

## Títulos
- Hoofdklasse: 4
  - 1993, 1994, 1995, 2000

- Campeonato Amador Nacional do Sábado: 3
  - 1993, 1994, 2000

- Campeonato Nacional de Futebol Amador: 3
  - 1993, 1994, 2000

- Taça Distrital: 1
  - 1997

## Elenco
Temporada 2010–11
Nota: Bandeiras indicam equipe nacional, conforme definido pelas regras de elegibilidade da FIFA. Os jogadores podem ter mais de uma nacionalidade não-FIFA.
| N.º |               | Posição | Jogador             |
| --- | ------------- | ------- | ------------------- |
|     | Países Baixos | G       | Jim Nederhand       |
|     | Países Baixos | G       | Marco van der Plas  |
|     | Países Baixos | G       | Atam Koroglu        |
|     | Países Baixos | D       | Rydell Tuinfort     |
|     | Países Baixos | D       | Michiel van Dam     |
|     | Países Baixos | D       | Quincy van Ommeren  |
|     | Países Baixos | D       | Danilo Arends       |
|     | Países Baixos | D       | Bruce Godvliet      |
|     | Países Baixos | D       | Jan Willem Koelemij |
|     | Países Baixos | D       | Dwight Krolis       |
|     | Países Baixos | D       | Leen de Vreugd      |
|     | Países Baixos | D       | Micheal Owel        |
|     | Países Baixos | M       | Marcel Huisman      |
|     | Países Baixos | M       | Jan Groen           |
|     | Países Baixos | M       | Donny van Oijen     |

| N.º |               | Posição | Jogador               |
| --- | ------------- | ------- | --------------------- |
|     | Países Baixos | M       | Daniel Hensen         |
|     | Países Baixos | M       | Richard Blonk         |
|     | Países Baixos | M       | Melvin Groenendijk    |
|     | Países Baixos | M       | Wim van der Luyt      |
|     | Países Baixos | M       | Jos Jansen            |
|     | Países Baixos | A       | Bas Ent               |
|     | Países Baixos | A       | Chris de Bie          |
|     | Países Baixos | A       | Laurens ten Heuvel    |
|     | Países Baixos | A       | Jerginhio Sahadwesing |
|     | Países Baixos | A       | Elroy Lammers         |
|     | Países Baixos | A       | Benny Kleine          |
|     | Países Baixos | A       | Arie Jonker           |
|     | Países Baixos | A       | Bob Koning            |
|     | Países Baixos | A       | Mats van der Poel     |